# EE-3 Jararaca

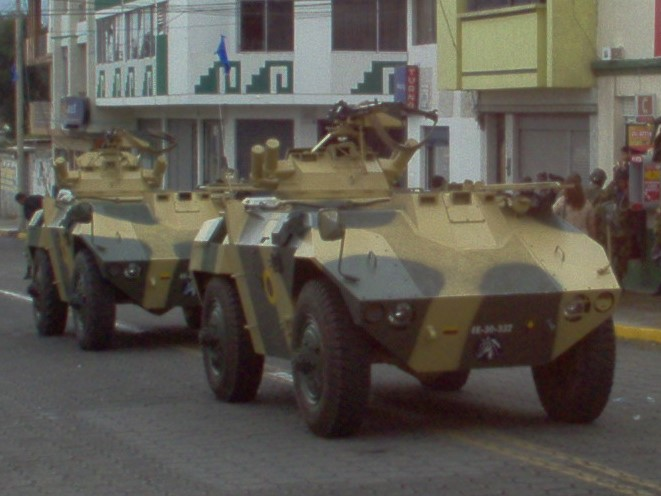
EE-3 Jararaca em Equador

O EE-3 Jararaca é um veículo blindado de reconhecimento desenvolvido pela Engesa no Brasil. É um veículo leve sobre rodas 4x4 para patrulha e reconhecimento. Foi exportado para alguns países, mas nunca operou no Exército Brasileiro.

## Projeto
A ideia de se produzir um veículo leve blindado 4x4 para o Exército Brasileiro não é nova, ela remonta ao início dos anos 70, quando a primeira ideia surgiu no Parque Regional de Motomecanização da 2ª Região Militar de São Paulo. 
Seria uma forma de substituir o velho jipe como veículo de exploração nas unidades de cavalaria mecanizada, dada a sua vulnerabilidade e ausência total de blindagem. Desta forma surge o desenho denominado de EE-Jararaca 4x4. 
Como a empresa Engesa havia iniciado um outro projeto cuja execução já estava na fase de construção de um protótipo, denominado Viatura Blindada Brasileira (que deveria ser o substituto dos velhos M-8 Greyhound, oriundos da Segunda Guerra Mundial),o projeto EE-3 Jararaca acabou por não ir adiante, pela simples razão de ser um veículo 4x4 e o Exército queria um 6x6, fruto daquele aprendizado, surgindo assim um novo projeto, construindo um protótipo, que depois foi produzido em série numa parceria com a empresa privada Engesa S/A, tornando-se um ícone da indústria de material de defesa brasileira conhecido com o nome de EE-9 CASCAVEL. 
O sucesso do veículo (EE-9 Cascavel) dentro das unidades do Exército e sua aceitação no mercado internacional tornaram muito difíceis a aceitação de um veículo blindado leve 4x4, e de certa forma isto vem nos afetando até os dias de hoje, muito embora algumas empresas tenham apresentado blindados sobre rodas 4x4 nenhum foi ainda homologado e adquirido. 
A ideia era produzir um veículo (EE-3 Jararaca) de reconhecimento de grande mobilidade, 4x4, equipado com metralhadora externa 7,62mm, ou 12,7×99mm NATO numa torreta giratória blindada, na sua configuração padrão, equipada com quatro lançadores de granadas fumígenas. Outras versões podem empregar mísseis anticarro do tipo Milan. A tripulação é composta por motorista, um comandante e um atirador. O motor diesel foi colocado na parte traseira, e a transmissão mecânica de cinco velocidades à frente e uma à ré. 
Por ser extremamente compacto, seu peso máximo era da ordem de 5.800 kg, com autonomia de 700 km, com 140 litros de diesel, velocidade máxima de 100 km, podendo subir rampas de 60% e inclinação máxima lateral de 30%, superar obstáculos vertical de 400 mm, podendo passar em vaus de 800 mm. 
Os componentes mecânicos do Jararaca eram todos oriundos da indústria automotiva nacional, usada em caminhões, o que facilitava a logística de peças de reposição. Seu motor era um Mercedes Benz.
Como a Engesa estava bem a frente do seu tempo, ela chegou a produzir alguns modelos novos, a partir do Jararaca, para exportação. O exército brasileiro em si, não utiliza nenhum, embora tenha em seu poder dois protótipos, um para reconhecimento e um para guerra química.
O conceito ainda é atual e seria de boa utilidade para força militares e policiais brasileiras, dentro da nova realidade de combate urbano. Porem o Jararaca em si não é um bom veículo, sendo que recebeu várias críticas dos países que o utilizam, bem como dos próprios engenheiros da ENGESA.
Países que utilizam o EE-3 Jararaca:
- Uruguai (16)
- Guiné (10)
- Gabão (12)
- Equador (10)
- Chipre (15)
- Brasil (02)

## Nome
O nome Jararaca provém de uma cobra muito peçonhenta, causadora de muitos acidentes graves e de alta morbidade e mortalidade.

## Ligações Externas
- EE-3 Jararaca, uma cobra não criada